# أورلاندو غوتيريز (لاعب كرة قدم)
أورلاندو غوتيريز (بالإسبانية: Orlando Gutiérrez Leiva)‏ (19 أغسطس 1989 في تشيلي - ) هو لاعب كرة قدم تشيلي في مركز الدفاع. لعب مع إيفرتون دي فينا ديل مار وديبورتيفو نوبلينس ‏ وDeportes Temuco ‏ وتراساندينو دي لوس أنديس ‏ وA.C. Barnechea ‏.

## وصلات خارجية
- أورلاندو غوتيريز على موقع قاعدة بيانات كرة القدم.إي يو (الإنجليزية)
- أورلاندو غوتيريز على موقع Soccerway.com (الإنجليزية)